# Leopold I, Margraf al Austriei
Leopold I, numit și Luitpold, supranumit cel Ilustru, (n. 940 d.Hr., Würzburg, Germania – d. 10 iulie 994 d.Hr., Würzburg, Germania) aparținând Casei de Babenberg, a fost margraf al Austriei din 976 până în 994.

## Biografie
Leopold I provenea dintr-o familie de nobili bavarezi. Se presupune că el a fost un susținător loial al lui Otto I, pe care el l-a însoțit în anul 962 la Roma cu ocazia încoronării acestuia ca împărat romano-german. Leopold a fost menționat în același an într-un privilegiu ecleziastic emis de împăratul Otto I la 13 februarie, document în care, printre alți martori cum ar fi predecesorul lui Leopold, margraful Burchard, apare și numele Liupo care era o prescurtare de la Liutpold - varianta veche a numelui Leopold. Într-un certificat emis de Otto al II-lea pentru Mănăstirea Metten din Bavaria este menționat pentru prima dată Leopold ca margraf. Aceasta este o supoziție bazată pe faptul că niciun alt contemporan al lui Leopold purtând acest nume nu poate fi luat în considerare ca fiind menționat în documentul respectiv.
După revolta din 974 a lui Henric al II-lea al Bavariei împotriva împăratului Otto al II-lea, Leopold a primit în anul 976 un teritoriu în estul imperiului, ce aparținuse margrafului Burghard, participant la revoltă. Astfel Leopold a devenit margraf (numit în documente în latină marchio Liutpalus).
S-a presupus că prima sa reședință a fost în Pöchlarn pe valea Dunării (astăzi în Austria Inferioară), cea a predecesorului său, Burghard, margrafiatul său aflându-se între râurile Enns și Traisen. Totuși, se pare că reședința sa a fost Melk - o cetate construită pe o stâncă de granit de 57 de metri înâlțime, cetate pe care Babenbergii au cedat-o Ordinului Benedictinilor în 1089. Locul aparținuse unui nobil puternic pe nume Sizo, așa cum rezultă din „Breve Chronicon Mellicense”. Acesta a dispărut probabil o dată cu Burghard sau la dorința lui Leopold I.
În anul 985 ungurii au profitat de situația instabilă din imperiu și au atacat granița acestuia aflată în est, respectiv teritoriul lui Leopold. Ultima și cea mai agresivă incursiune a maghiarilor a avut loc în anul 991. Ducele Bavariei, Henric al II-lea i-a sărit în ajutor lui Leopold împingând granița margrafiatului său (și implicit a imperiului) până la râul Fischa, ocupând un teritoriu fără stăpân aflat la est de Pădurea Vieneză, inclusiv zona Vienei împingând granița margrafiatului până la Schwechat și râul Piesting.Ungurii s-au retras până la râul Leitha. Inițial margrafiatul lui Leopold se întindea în vest de la râul Erla, câțiva kilometri la est de Enns, până la Pădurea vieneză în est, în nord cuprindea valea Dunării la care se adăugau văile cursurilor inferioare ale afluenților ei, râurile Krems și Kamp, regiunea Wagram, iar în sud ajungea până în zona montană.
Leopold a murit pe 10 iulie 994 la Würzburg, în urma unei tentative de asasinat având ca țintă pe vărul său, Henric de Schweinfurt, despre care relatează în cronica sa episcopul Thietmar de de Merseburg. Pe 8 iulie cei doi veri fuseseră invitați de Episcopul de Würzburg la liturghia ținută cu ocazia sărbătorii dedicate Sfântului Kilian. Săgeata care fusese destinată vărului său, l-a nimerit pe Leopold, rănindu-l mortal. Leopold a fost înmormântat a doua zi în Würzburg și nu în cripta familiei Babenberg în Melk, așa cum este menționat uneori în mod eronat. Fiul său cel mare, Henric I, a preluat administrarea margrafiatului fără ca cineva să se opună, fapt neobișnuit pentru acea perioadă deoarece acest drept nu era moștenit.   
Leopold este primul conducător al Austriei perceput de istorie. În 1976 a fost sărbătorit sub titlul „O mie de ani ai Austriei” jubileul de o mie de ani de la momentul creării Austriei în anul 976 atunci când Leopold a primit teritoriul menționat de istorie ca Marcha orientalis.
Deși două sute de ani mai târziu descendentul său, episcopul Otto de Freising, nu l-a menționat pe Leopold în cronica sa, acesta a făcut legătura numelui „Babenberg” cu numele lui Adalbert de Bamberg, fiul lui Leopold, pe care cronicarul l-a considerat strămoșul Casei de Babenberg. Familia nu a purtat însă acest nume care s-a impus în istorie abia în secolul al XV-lea. Descendența lui Adalbert din Babenbergi franconieni (numiți Popponen), susținută de Otto de Freising, deși nu a fost dovedită, nu este complet lipsită de sens. 

## Căsătorii și descendenți

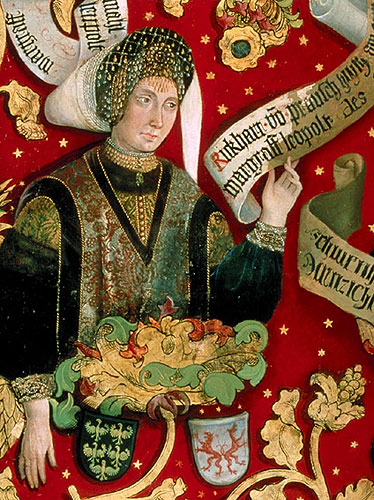
Richarda, soția lui Leopold I (din arborele genealogic al Casei de Babenberg, Mănăstirea Klosterneuburg)

Leopold s-a căsătorit cu Richarda (de asemenea numită Richwarda, Richwardis sau Rikchard). Ea a fost probabil o soră sau o soră vitregă a contelui Marchward I de Eppenstein și fiică a contelui Ernest al IV-lea de Sualafeldgau din familia Ernestinilor. Acestă presupunere se bazează și pe faptul că cel de-al doilea fiu al ei se numea Ernest.
Din căsătoria lui Leopold cu Richarda au rezultat nouă copii:
- Henric, margraf al Austriei între 994 și 1018, succesor al lui Leopold I;
- Iudita;
- Ernest, duce al Suabiei între 1012 și 1015, căsătorit cu Gisela, fiica ducelui Hermann de Suabia;
- Poppo, arhiepiscop de Trier între 1016 și 1047;
- Adalbert, margraf al Austriei între 1018 și 1055 și succesorul fratelui său Henric I;
- Luitpold, arhiepiscop de Mainz din 1051 până în 1059;[8]
- Cunigunda;
- Hemma, căsătorită cu contele Rapoto de Dießen;
- Christina, retrasă într-o mănăstire din Trier.

Prin rezoluția imperială a lui Franz Joseph I din 28 februarie 1863 numele lui Leopold I a fost adăugat în lista „celor mai renumiți războinici și generali ai Austriei, demni de veșnică slavă”, în onoarea căruia a fost dedicată o statuie de mărime naturală în Sala Eroilor (Feldherrenhalle) din Muzeu de Istorie a Armatei nou înființat atunci. Statuia a fost creată în 1868 din marmură de Carrara de sculptorul Carl Kundmann.